# Mustang des monts Pryor
Les Mustangs des monts Pryor sont un groupe de mustangs particulier, qui vit dans les Monts Pryor du Montana. Ils sont génétiquement très proches du cheval colonial espagnol.

## Histoire
Des chevaux sont présumés établis dans la région des Monts Pryor au moins depuis la fin des années 1600. La tradition des peuples natifs Crows soutient que les chevaux sont arrivés vers 1725. Des explorateurs occidentaux font état de la possession d'un grand nombre de chevaux par les peuples natifs de la région dès 1743.
Des milliers de chevaux sauvages peuplent les alentours des Monts Pryor lorsque des colons occidentaux s'y installent, dans les années 1800. Jusque dans les années 1930, de nombreux chevaux domestiques sont perdus dans cette région, accidentellement ou volontairement ; le lâcher volontaire d'étalons domestiques a pour but de faire naître des poulains qui pourront facilement être capturés puis vendus comme chevaux de cavalerie pour l'armée américaine.

## Description
Ces chevaux mesurent de 13 à 15 mains (1,32 m à 1,52 m), avec une moyenne plus généralement situé entre 14 et 14,2 mains (1,42 m à 1,44 m),.
Le poids est d'environ 700 à 800 livres (320 à 360 kg) en liberté, plus si le cheval vit en captivité.

### Robe
Les couleurs de robe sont très variées, aussi bien des couleurs classiques que sont le bai, l'alezan et le noir, que de plus rares telles que le bai dun, le souris, le bai rouan et le noir rouan. L'isabelle peut survenir bien qu'il soit rare, et les robes pies peuvent se trouver dans une expression minimale.
Les chevaux porteurs du gène Dun arborent des marques primitives telles que la raie de mulet et une bande transversale passant par le garrot ; ils ont aussi des zébrures sur les jambes.

## Tourisme
Il existe dans toute l'Amérique du Nord une forme de tourisme basée sur l'observation des chevaux sauvages, considérés comme des icônes culturelles. Les hardes de Mustangs des monts Pryor sont parmi les plus accessibles de tous les États-Unis. Le tourisme dans cette région s'est accru sensiblement du milieu à la fin des années 2000.

## Diffusion
D'après CAB International (2016), le nombre de Mustangs des monts Pryor à l'état sauvage est d'environ 150, auxquels s'ajoutent les chevaux maintenus à l'état domestique par des éleveurs.